# Lydford-on-Fosse

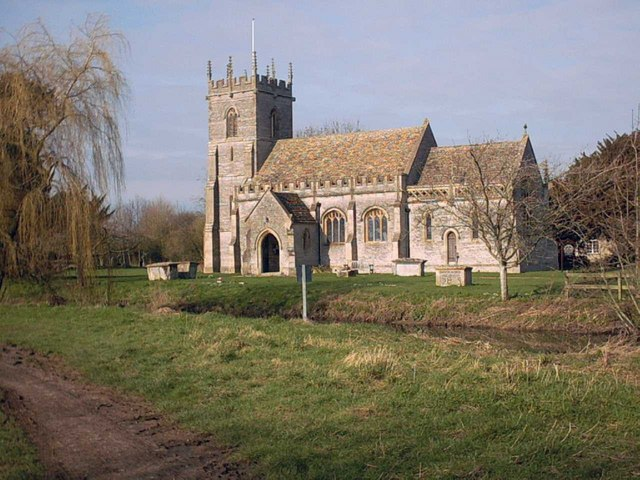
L'église de West Lydford.

Lydford-on-Fosse est un village et une paroisse civile du Somerset, en Angleterre. Il est situé dans le district de Mendip, à une dizaine de kilomètres au sud-est de la ville de Glastonbury. Au moment du recensement de 2001, il comptait 461 habitants.
Son nom fait référence à sa situation sur l'ancienne voie romaine de Fosse Way.